# 언프렌디드: 친구삭제
《언프렌디드: 친구삭제》(영어: Unfriended, 이전 제목 영어: Cybernatural)는 2014년 공개된 미국의 초자연 공포 영화이다.
2018년 서사상 연계되지 않는 속편 《언프렌디드: 다크 웹》이 개봉하였다.

## 줄거리
여고생 ‘로라 반스’는 익명으로 업로드된 L양 동영상이 SNS를 통해 순식간에 확산되자, 결국 이를 견디지 못하고 극단적인 선택을 하게 된다. 1년 후, 6명의 친구들이 접속한 화상 채팅방에 ‘로라 반스’의 아이디가 갑자기 입장하여 동영상을 업로드한 사람이 누구인지 밝히지 않으면 한 명씩 죽이겠다고 경고한다.
로그아웃만 해도 목숨이 위험한 상황, 6명의 친구들은 자신들의 엄청난 비밀이 하나씩 폭로되는 가운데 극도의 공포에 휩싸이게 된다.

## 출연
- 셸리 헤니그 - 블레어 릴리 역
- 모지스 스톰 - 미치 루셀 역
- 러네이 올스테드 - 제스 펠턴 역
- 윌 펠츠 - 애덤 슈얼 역
- 제이컵 와이소키 - 켄 스미스 역
- 코트니 핼버슨 - 밸 로멀 역
- 헤더 소서먼 - 로라 반스 / 빌리227 역
- 캘 반스 - 랜도 폴스 역
- 매슈 보러 - 맷 역
- 그레그 사이프스 - 개 브루서 역 (크레디트 미기재)
- 콘스탄틴 하벤스키 - 경찰 역 (크레디트 미기재)

## 같이 보기
- 사이버 폭력